# Õdri
Õdri (est. Õdri järv) – jezioro w Estonii, w prowincji Valgamaa, w gminie Karula. Położone jest na południowy zachód od wsi Lusti. Ma powierzchnię 0,7 ha linię brzegową o długości 852 m, długość 260 m i szerokość 140 m. Sąsiaduje z jeziorami Kaadsijärv, Mikilä, Viitka, Rebäsejärv, Ojajärv, Kaadsi Mustjärv, Väikene Mustjärv, Kallõtõ, Karula Savijärv. Położone jest na terenie Parku Narodowego Karula.